# گاردن ریچ
 گاردن ریچ به اختصار GRSE، یکی از کشتی‌سازان برجسته هند است که در کلکته، بنگال غربی قرار دارد و کشتی‌های تجاری و جنگی را ساخته و تعمیر می‌کند. اکنون GRSE همچنین در ساخت مأموریت برای گسترش تجارت خود اقدام به ساخت کشتی‌های صادراتی کرده‌است.
در سال ۱۸۸۴ به عنوان یک شرکت خصوصی کوچک در کرانه خاوری رودخانه هوگلی تأسیس شد و در سال ۱۹۱۶ به کارگاه Garden Reach تغییرنام داد. این شرکت در سال ۱۹۶۰ توسط دولت هند ملی‌سازی شد. این نخستین کارخانه کشتی‌سازی هند است که می‌تواند ۱۰۰ کشتی جنگی بسازد.

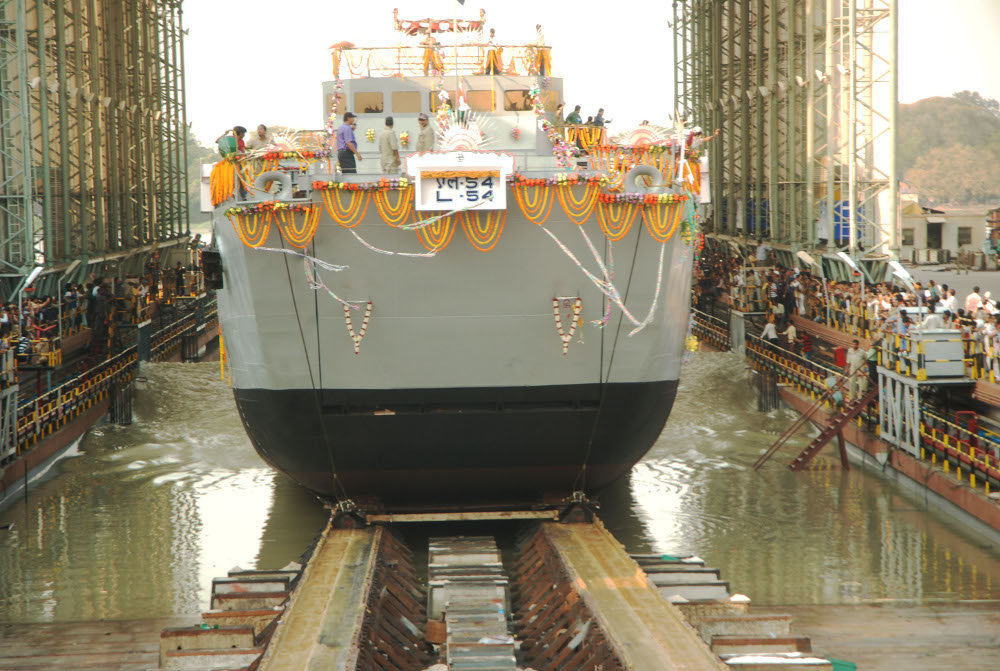